# コンスタンス・ケニオー
コンスタンス・アドルフィン・ケニオー（Constance Adolphine Quéniaux、1832年7月9日 – 1908年4月7日）は、パリ・オペラ座バレエのダンサー。ギュスターヴ・クールベの絵画『世界の起源』のモデルと目されている。

## 来歴
1832年7月9日、サン＝カンタンでマリー・カトリーヌ・ケニオーの娘として生まれる。母親はシングルマザーで、貧困の中で育った。1847年にパリ・オペラ座のバレエ団に加わり、端役を与えられた。彼女はクラウディナ・クーキと共にセカンド・ソリストの地位にまで上ぼり、高評価を受けた。
彼女はダンスの仕事と売春を結びつけた。34歳でオペラ座を引退し、オスマン帝国の外交官ハリル・シェリフ・パシャの寵愛を得た。
ジュール＝エミール・サンタンによる肖像画（1867年）などのモデルを務めた。
後半生のケニオーは裕福で、カブールに別荘を所有していた。慈善家になり、例えば孤児になったり捨てられた芸術家の子供たちのための孤児院（L'Orphelinat des Arts）を積極的に支援した。
1908年4月7日、パリで死去。彼女の意向によりクールベの椿の絵が遺贈された。この花はアレクサンドル・デュマ・フィスの『椿姫』の出版以来、高級娼婦と関連付けられていた。

## 世界の起源
ハリル・シェリフ・パシャは著名な美術コレクターであった。彼は自身が「幸運のお守り」と呼んだケニオーの絵をギュスターヴ・クールベに依頼した。『世界の起源』はモデルの顔を隠している。当時はモデルの身元は知られていたが、ケニオーが尊敬を集めるようになるにつれて情報は失われた。専門家は長年に亘り、クールベの恋人であったアイルランドのモデル、ジョアンナ・ヒファーナンを絵のモデルとして特定してきた。
2018年、この絵に言及したアレクサンドル・デュマ・フィスとジョルジュ・サンドの書簡が、フランスの歴史家クロード・ショップによって発見された。そこには「オペラ座のミス・ケニオーの最も繊細で、最も堂々とした秘部を描いた人はかつていなかった」と書かれている。これは、ケニオーがクールベの（遊女に関連する）椿の絵を遺贈したことと相まって、コンスタンス・ケニオーがクールベのモデルであったことを強く示唆している。

## ギャラリー

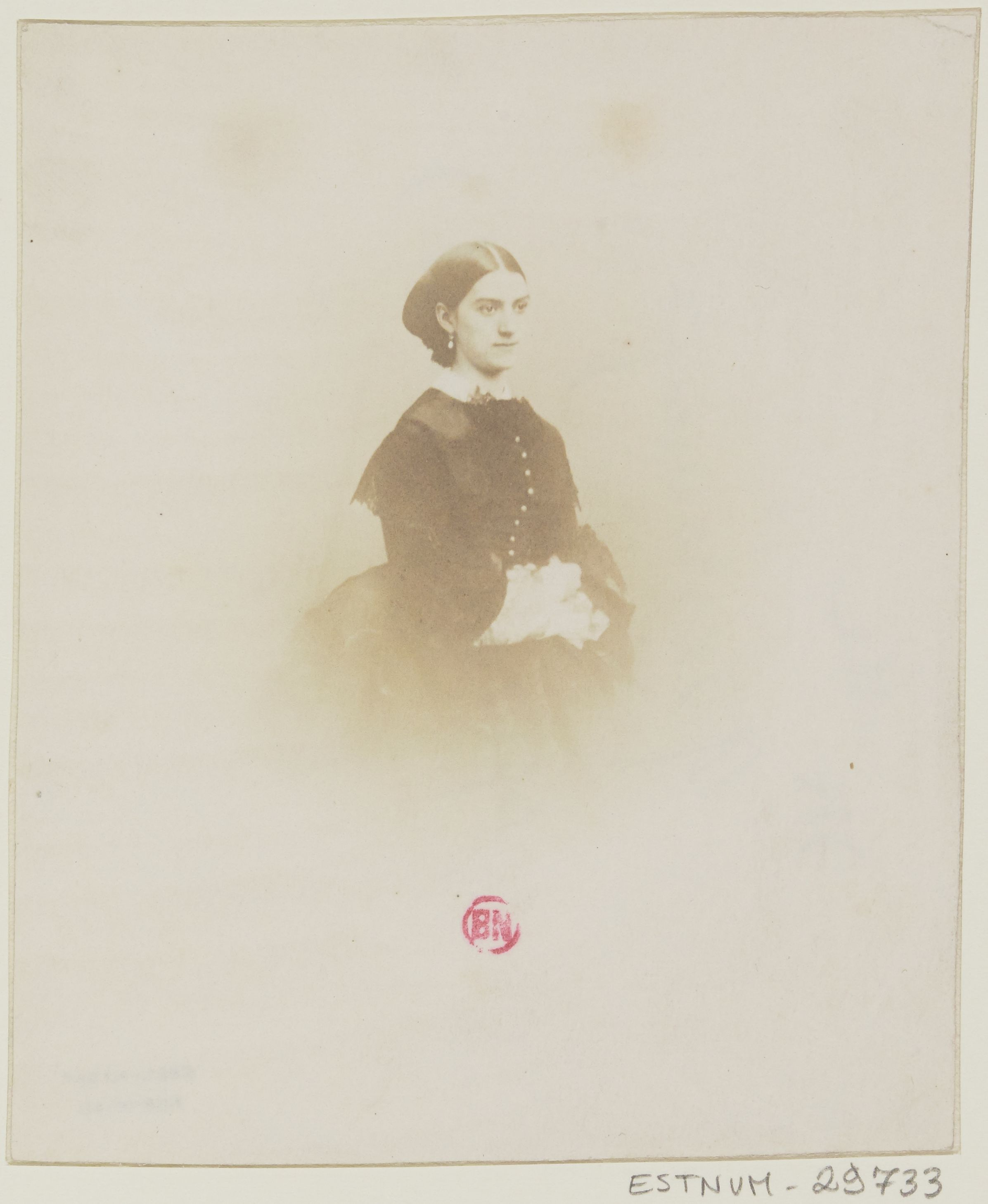
ナダール『コンスタンス・ケニオー』（1855年頃）、パリ、フランス国立図書館。
ギュスターヴ・クールベ『花の静物』（1863年）、サンクトペテルブルク、エルミタージュ美術館。元コンスタンス・ケニオー・コレクション。
ギュスターヴ・クールベ、『世界の起源]』（1866年）、パリ、オルセー美術館。